# Jamaïque aux Jeux olympiques d'hiver de 1994
La Jamaïque aux Jeux olympiques d'hiver de 1994 est représentée par ces quatre bobeurs qui avaient déjà représenté la Jamaïque aux Jeux de 1988 et 1992. Ils firent l'objet d'un film sur leur exploit de 1988 : Rasta Rockett en 1993. L'année 1994 reste la meilleure de la petite île qui termine 14e en bobsleigh à 4 devant l'équipe de France conduite par Bruno Mingeon et les États-Unis gagnant de manière définitive le rang de vraie nation de bobsleigh et plus celui d'attraction.

## Médailles
- 14e en bobsleigh à 4.
- DNF en bobsleigh à 2

## Délégation
- Bobsleigh
- Jamaïque : Dudley Stokes ; Winston Watt ; Chris Stokes ;  Wayne Thomas